# Villariaz

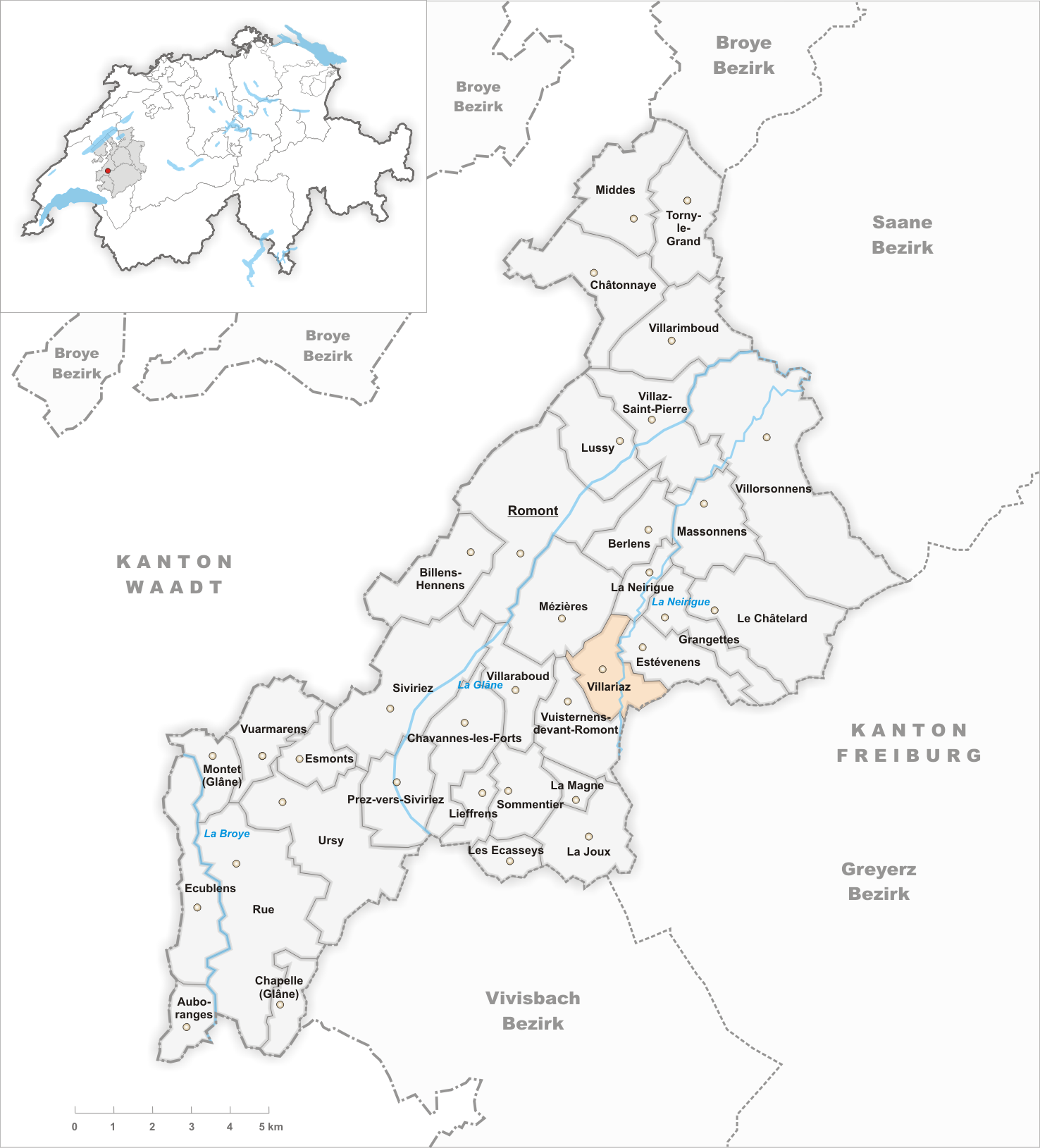
Gemeindestand vor der Fusion am 1. Januar 2003

Villariaz (Freiburger Patois Velâryâⓘ) ist eine Ortschaft und früher selbständige politische Gemeinde im Distrikt Glâne des Kantons Freiburg in der Schweiz. Am 1. Januar 2003 wurde Villariaz zusammen mit einer Reihe weiterer Gemeinden nach Vuisternens-devant-Romont eingemeindet.

## Geographie
Villariaz liegt auf 759 m ü. M., einen Kilometer nordöstlich von Vuisternens-devant-Romont und vier Kilometer südsüdöstlich des Bezirkshauptortes Romont (Luftlinie). Das Dorf erstreckt sich in der breiten Mulde zwischen der Höhe von Les Brévires und dem Hügelzug des Gibloux, westlich der Neirigue, im Molassehügelland des Freiburger Mittellandes. Die ehemalige Gemeindefläche betrug rund 3,2 km². Das Gebiet umfasste einen Abschnitt der Mulde des Neiriguetals und der von Vuisternens-devant-Romont herabfliessenden Seitenbäche. Es reichte im Norden auf die Waldhöhe von Les Brévires (bis 825 m ü. M.) und im Osten über den Wald Les Bioles an den Hang von Es Verraux (bis 930 m ü. M.), der zum Hügelzug des Gibloux gehört.

## Bevölkerung
Mit 344 Einwohnern (2002) zählte Villariaz vor der Fusion zu den kleinen Gemeinden des Kantons Freiburg. Zu Villariaz gehören mehrere Wohnsiedlungen und einige Einzelhöfe.
Einwohnerzahlen: Volkszählungsdaten

## Wirtschaft
Villariaz war bis in die zweite Hälfte des 20. Jahrhunderts ein vorwiegend durch die Landwirtschaft geprägtes Dorf. Durch die Wasserkraft der Neirigue wurde früher eine Mühle betrieben. Noch heute haben die Milchwirtschaft, die Viehzucht und der Ackerbau einen wichtigen Stellenwert in der Erwerbsstruktur der Bevölkerung. Einige weitere Arbeitsplätze sind im lokalen Kleingewerbe und im Dienstleistungssektor vorhanden, unter anderem in einem Betrieb der Informationstechnologie. In den letzten Jahrzehnten hat sich das Dorf auch zu einer Wohngemeinde entwickelt. Viele Erwerbstätige sind deshalb Wegpendler, die hauptsächlich in den Regionen Romont und Bulle arbeiten.

## Verkehr
Das Dorf liegt abseits der grösseren Durchgangsstrassen an einer Verbindungsstrasse von Vuisternens-devant-Romont nach Massonnens. Durch die Buslinien der Transports publics Fribourgeois, die von Romont nach Bulle bzw. La Verrerie verkehren, ist Villariaz an das Netz des öffentlichen Verkehrs angebunden.

## Geschichte
Das Gemeindegebiet von Villariaz war schon sehr früh besiedelt, was durch den Fund von römischen Münzen bestätigt werden konnte. Die erste urkundliche Erwähnung des Ortes erfolgte 1148 unter dem Namen Vilar Roart. Später erschienen die Bezeichnungen Vilare Rohardi, Villar Rohart (1154), Villarriard (1255) und Villarriat (1668). Der Ortsname geht auf den germanischen Personennamen Rohard zurück und bedeutet Dorf des Rohard.
Seit dem Mittelalter unterstand Villariaz der Herrschaft Grangettes. Als die Berner 1536 das Waadtland eroberten, kam das Dorf unter die Herrschaft von Freiburg und wurde der Vogtei Romont zugeordnet. Nach dem Franzoseneinfall im März 1798 und dem folgenden Zusammenbruch des Ancien Régime gehörte Villariaz während der Helvetik und der darauf folgenden Zeit zum Bezirk Romont und wurde 1848 in den Bezirk Glâne eingegliedert. Villariaz besitzt keine eigene Kirche; es gehört zur Pfarrei Vuisternens-devant-Romont.
Im Rahmen der vom Kanton Freiburg seit 2000 geförderten Gemeindefusionen wurde Villariaz zusammen mit Lieffrens, Sommentier, La Magne, Les Ecasseys, La Joux und Estévenens mit Wirkung auf den 1. Januar 2003 nach Vuisternens-devant-Romont eingemeindet.